# Tacna
Tacna est une ville du Sud du Pérou, capitale de la Région de Tacna. Elle est située dans le désert d'Atacama, dans la vallée du Río Caplina (es). Tacna est une ville très active commercialement, n'étant située qu'à 35 km au nord de la frontière chilienne. Les habitants de la cité sont appelés des tacneños.
Fondée officiellement en 1855, la ville existe cependant depuis l'époque coloniale. Tacna fut dans l'histoire du Pérou une des villes les plus patriotiques, elle a acquis le titre de Ville héroïque en 1821 pour son rôle actif à la cause de l'indépendance. Bien des rues et des monuments concernent des héros de la lutte pour l'indépendance du pays (1821-1824) et de la guerre du Pacifique (1879-1883).
Tacna fut la capitale de l'éphémère Confédération péruvio-bolivienne entre 1836 et 1839.
Depuis les années 1940, la ville a vécu un fort accroissement démographique avec un important flux migratoire, principalement depuis l'altiplano. Cette croissance a provoqué la création de trois districts urbains : Alto de la Alianza (es), Ciudad Nueva (es) et Coronel Gregorio Albarracín Lanchipa (es) et l'intégration du district de Pocollay (es) dans l'aire urbaine.

## Histoire

### Époque précolombienne
À l'origine, la zone était peuplée par les Changos, coles, lupacas, chinchorros et uros. La colonisation Aymara a eu lieu vers 800, puis Tupac Yupanqui intégra l'ensemble de la région à l'empire inca.
En 1572 s'établirent les premiers établissements espagnols dans la vallée du rio Caplina, sur le territoire qu'occupe actuellement la ville.

### Époque coloniale
Le premier conquistador sur ces terres fut Diego de Almagro. Il était accompagné par deux évangélisateurs Antonio Rendón Sarmiento et Francisco Ruiz Castellano qui baptisèrent les villages du nom du saint de la date où ils y arrivaient. Ainsi, Tacna devenait San Pedro.
Le second conquistador fut Pedro de Valdivia qui installa des campements à Arequipa, Tacna et Tarapaca au nom du roi d'Espagne avant de poursuivre son voyage vers le sud du continent.
En 1536, Pedro Pizarro réprime la rébellion de Manco Capac II dans la région. Les terres autour de Tacna et d'Arica lui reviennent ensuite. En 1607, le chef de la région est Don Juan de Frías. Entre 1607 et 1612, le village de la vallée se nomme « San Pedro de Takana » ou « Tacana ». Les conquistadors modifient le nom en « Tacna ». Le pape Paul V, à la demande du roi d'Espagne dans une bulle du 20 juillet 1609, crée l'évêché d'Arequipa qui englobe la région de Tacna, en scindant celui de Cuzco.
Un arrêté du vice-roi Juan de Mendoza y Luna, en date du 17 octobre 1613, établit la création de la paroisse de San Pedro de Tacna. Son premier curé en est Pedro Téllez, qui y érige un premier lieu de culte. Le cinquième curé, Melchor Méndez, construit un nouveau temple, dédié à saint Pierre en 1679.
En novembre 1780, la rébellion de Túpac Amaru II s'étend à l'ensemble du sud du Pérou, atteignant ainsi Tacna, sous le commandement de l'indigène Juan Buitrón.
En 1787, les Corregimientos de la vice-royauté du Pérou sont supprimés pour éviter les abus de pouvoir des corregidors. Le corregimiento d'Arica avait ainsi duré 222 ans. Avec la nouvelle division administrative basée sur les limites des évêchés, sont créées les intendencias, divisées en partidos. Tacna se retrouve dans L'Intendencia de Arequipa (es) et le partido d'Arica.
À la suite des incursions de pirates, des raz-de-marée et des fièvres paludéennes dans le port d'Arica, le sous-délégué du partido se déplace finalement vers Tacna où il installe les autorités locales de la vice-royauté.
Le 20 juin 1811, Francisco Antonio de Zela (es) prend les armes contre le gouvernement espagnol et la caserne du vice-roi et s'autoproclame commandant militaire de l'Union américaine. La révolte est matée près du lac Titicaca après l'échec des Argentins dirigés par Castelli contre les Espagnols dans la bataille de Huaqui. Zela est fait prisonnier et exilé au Panama.
Avec la constitution mise en place par les Cortes de Cadix en 1812, l'élection d'un conseil municipal est désormais possible en Amérique. Le 4 juillet 1813, 17 personnes sont élues au conseil paroissial qui se réunit pour la première fois le dimanche suivant.
Le 3 octobre 1813 le Tacneño Juan Pallardelli est désigné émissaire de Manuel Belgrano C'est à la bataille de Camiara que José Gabriel de Santiago bat les indépendantistes qui fuient le Haut-Pérou. En 1814, les armées de Mateo Pumacahua atteignent le voisinage de Tacna. Le vice-roi Moscoso se retire dans le port d'Ilo.
En 1821, l'armée d'indépendance commandée par William Miller (en) débarque à Arica, pour organiser une force militaire composée de patriotes de Moquegua, Tacna et Arica. Le 14 mai 1821, il entre à Tacna où deux régiments le rejoignent pour former la force ses « indépendantistes de Tacna ». Le 28 juillet 1821, José de San Martín déclare l'indépendance du Pérou.

### Époque républicaine
Lieu de la proclamation de l'indépendance, le gouvernement du Pérou s'y établit. Hipólito Unanue (es) y siège en tant que ministre des Hacindas.
Pendant la Confédération péruvio-bolivienne, la ville fut le siège de la confédération. Après la bataille de l'Alto de la Alianza en 1880 pendant la guerre du Pacifique, les provinces de Tacna, Tarata et Arica sont occupées par le Chili. Selon les termes du traité d'Ancón, un référendum d'auto-détermination devait avoir lieu dans les dix années suivantes, mais il ne se fit finalement pas. Tacna est restée dans cette situation pendant 45 ans jusqu'au 28 août 1929 où elle fut réincorporée au Pérou.
En 1975, un coup d'État militaire dirigé par Francisco Morales Bermúdez Cerruti renverse le gouvernement de Juan Velasco Alvarado. Ce groupe militaire est connu sous le nom de Tacnazo.

## Informations touristiques
La grotte ornée de Toquepala, dont les superbes peintures pariétales sont datées de plus de 10 000 ans, se trouve près de Tacna.
Tacna possède un bureau d'iperú, information et assistance au touriste.

## Personnalités liées
- Francisco Laso (1823-1869), peintre péruvien
- Jorge Basadre (1903-1980), historien et homme politique péruvien
- Francisco José Lombardi, (1947-), réalisateur péruvien